# Млин інтенсифікованого помелу

Млин інтенсифікованого помелу МІП 500x650: 1 — барабан; 2,3 — передня і задня опори; 4 –розвантажувальний комсух; 5 — завантажувальна воронка; 6,7 — опори валу-шестерні; 8 — вал-шестерня; 9 — двигун; 10 — венцова шестерня; 11 — муфта.

Млин інтенсифікованого помелу — барабанний млин, усередині якого нерухомо закріплений робочий орган, який називають інтенсифікатором.
При надкритичній швидкості обертання барабана млина матеріал центрифугує (притискається до обичайки) і утворює клиноподібну зону з поверхнею робочого органу. У цій зоні матеріал піддається інтенсивному розчавлюванню і стиранню. Тому основна перевага способу подрібнення в млині МІП в порівнянні з традиційними способами полягає в тому, що матеріал подрібнюється в умовах інтенсивного стирання з розчавлюванням. Напівпромислові випробування дослідного зразка млина були проведені на фабриці ім. Артема об'єднання Южуралзолото. Як подрібнюваний матеріал використовувалася золотовмісна руда величиною мінус 14 мм з коефіцієнтом міцності за шкалою Протодьяконова 16-18.
В результаті випробувань встановлено, що в діапазоні від 1 до 3-х надкритичних частот обертання барабана млина його питома продуктивність і енергонапруженість практично можуть бути досягнуті на порядок вище, ніж у кульових млинів аналогічних розмірів.
У 1987 р. на дослідному виробництві інституту Механобрчермет випробовувався експериментальний зразок млина МІП діаметром барабана 500 і завдовжки 650 мм (рис.). Випробування на магнетитових кварцитах ПівнГЗК крупністю 16 мм проводилися у відкритому циклі. При зміні продуктивності по вхідній руді в межах від 0,2 до 0,1 т/год, відносної частоти обертання барабана від 1,75 до 2,0 від критичної, масової частки твердого в млині від 16,0 до 65,8 в подрібненому продукті отриманий приріст класу мінус 0,044 мм від 20,0 до 62,5 %, питомі енерговитрати по готовому класу становили 27,8—93,0 кВт·год/т. Отримані дані свідчать про значний (до 62,5 %) приріст готового класу в подрібненому продукті, проте процес характеризується високою питомою витратою електроенергії (27,8—93,0 кВт·год/т) і великим зносом робочого органу млина. Тому експерименти показують, що подрібнення в млині МІР за рахунок дотичних зусиль у внутрішніх шарах руді — прийнятніше для стадій тонкого подрібнення. Наприклад, для доподрібнення проміжних продуктів в стадіальних схемах збагачення залізняку.